# 帕斯卡島
66°47′S 141°29′E / 66.783°S 141.483°E
帕斯卡島（Pascal Island），是南極洲的島嶼，位於阿黛利地，處於笛卡兒島東南面0.4公里和穆斯角東北面1.9公里，在1951年由法國探險隊繪入地圖，以該國物理學家布萊茲·帕斯卡命名，現時由南極條約體系管理。